# Lightning Bolt
Pour les articles homonymes, voir Lightning Bolt (homonymie).
Lightning Bolt est un groupe de noise rock expérimental américain fondé en 1994 et basé à Providence (Rhode Island). Composé actuellement de Brian Gibson à la basse et Brian Chippendale à la batterie, Lighting Bolt délivre une musique viscérale, aux sonorités bruitistes et au rythme agressif.
La formation initiale comprenait Hisham Bharoocha à la guitare et au chant. Le groupe délaissa l'utilisation de guitares à la suite de son départ, en 1996.

## Histoire
Le groupe se forme alors que Chippendale et Gibson sont étudiants à la Rhode Island School of Design de Providence (Rhode Island), Chippendale ayant entendu parler d'« un nouveau gamin qui était champion de la basse ». Tous deux créent alors Lightning Bolt, avec Brian Chippendale à la batterie, Brian Gibson à la basse et Hisham Bharoocha à la guitare et au chant, qui rejoint le groupe après leur premier concert. Bharoocha quitte le groupe en 1996, et c'est alors Chippendale qui prend en charge le chant. Le seul enregistrement officiel publié avec Baroocha est une piste apparaissant sur la compilation Repopulation Program Dans un premier temps, Lightning Bolt est avant tout un groupe d'improvisation, malgré une tournée de plusieurs mois effectuée aux États-Unis  L'idée d'écrire des morceaux et d'enregistrer un disque ne fait surface qu'en 1997, lorsque Ben McOsker, fondateur de Load Records, prend contact avec le duo dans l'optique de sortir un album.
Au cours de ces années de formation, Chippendale et son colocataire et compagnon d'école Matt Brinkman commencent à mettre en place Fort Thunder, un hangar désaffecté situé dans le quartier Olneyville de Providence. Le lieu sert de local de répétition à des groupes et musiciens d'avant-garde locaux, notamment Brian Ralph, Arab On Radar et Lightning Bolt.
En 2006 le groupe, continuant la tournée entamée au Royaume-Uni, fut expulsé du Japon et rapatrié aux États-Unis car ils ne détenaient pas de permis de travail.

## Discographie partielle

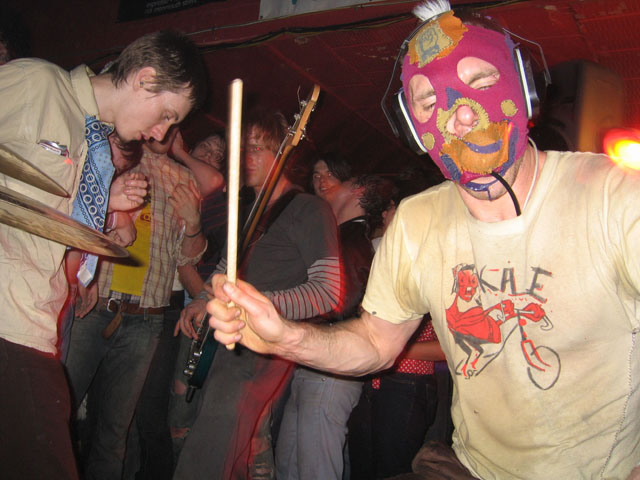
Lightning Bolt, live à Southgate House en 2005.

### Vidéos
- The Power of Salad DVD (2003)
- Pick a Winner (2004)

## Sources/Références
1. 1 2 3  The Wire, décembre 2005
2. ↑  Welcome to Goldstar Public Relations
3. ↑  The Comics Journal

- (en) Cet article est partiellement ou en totalité issu de l’article de Wikipédia en anglais intitulé « Lightning Bolt (band) » (voir la liste des auteurs).